# Флуд
Флуд (неправильна вимова англ. flood /flʌd/ — «повінь», «потоп») — марнослів'я, повідомлення в інтернет-форумах і чатах, яке займає (в багатьох випадках) великі обсяги і не несе якоїсь нової чи корисної інформації. Крім того, на форумах флудом називають будь-яке повідомлення, яке не стосується теми форуму (офтопік).
Особа, яка поширює флуд, називається флудером.
Флуд поширюється як знічев'я, так і з метою тролінгу, наприклад, з бажання комусь дошкулити. Мережевий етикет засуджує флуд і флейм, тому що вони ускладнюють спілкування, взаємодопомогу і обмін інформацією. В багатьох інтернет-форумах створюються спеціальні окремі розділи і теми «для флуду» (на деяких форумах їх з гумором називають галявина флудера), щоб флудери не поширювали свою діяльність на інші розділи і теми.
Технічний флуд (його ще називають IRC flood) є розподіленою DDoS-атакою на певний ресурс (у вигляді великої кількості запитів), яке викликає відмову в обслуговуванні.